# Gambuzija
Gambuzija (latinski: Gambusia) rod je malih slatkovodnih riba porodice Poeciliidae.
Vrste koje pripadaju ovom rodu su invazivne vrste u Hrvatskoj.

## Opis
Veličina mužjaka manja je od veličine ženke. Mužjaci su življe obojeni te posjeduju veoma razvijenu podrepnu peraju. Ta peraja služi im kao organ za kopulaciju. Ženke rađaju žive mlade. Pripadnici ovog roda nastanjuju stajaćice centralne dijelova Amerika. Jedu larve kukaca, stoga su prenesene i razmnožene po europskim, kao i hrvatskim, barskim vodama s ciljem uništavanja larvi komarca koji prenose malariju.

## Taksonomija
Rodu trenutačno pripada 45 vrsta:
- Gambusia affinis S. F. Baird & Girard, 1853.
- Gambusia alvarezi C. Hubbs & V. G. Springer, 1957.
- †Gambusia amistadensis Peden, 1973.
- Gambusia atrora D. E. Rosen & R. M. Bailey, 1963.
- Gambusia aurata R. R. Miller & W. L. Minckley, 1970.
- Gambusia baracoana Rivas, 1944.
- Gambusia beebei G. S. Myers, 1935.
- Gambusia bucheri Rivas, 1944.
- Gambusia clarkhubbsi G. P. Garrett & R. J. Edwards, 2003.
- Gambusia dominicensis Regan, 1913.
- Gambusia echeagarayi (Álvarez, 1952).
- Gambusia eurystoma R. R. Miller, 1975.
- Gambusia gaigei C. L. Hubbs, 1929.
- Gambusia geiseri C. Hubbs & C. L. Hubbs, 1957.
- †Gambusia georgei C. Hubbs & Peden, 1969.
- Gambusia heterochir C. Hubbs, 1957.
- Gambusia hispaniolae W. L. Fink, 1971.
- Gambusia holbrooki Girard, 1859.
- Gambusia hurtadoi C. Hubbs & V. G. Springer, 1957.
- Gambusia krumholzi W. L. Minckley, 1963.
- Gambusia lemaitrei Fowler, 1950.
- Gambusia longispinis W. L. Minckley, 1962.
- Gambusia luma D. E. Rosen & R. M. Bailey, 1963.
- Gambusia manni C. L. Hubbs, 1927.
- Gambusia marshi W. L. Minckley & Craddock, 1962.
- Gambusia melapleura (P. H. Gosse, 1851).
- Gambusia monticola Rivas, 1971.
- Gambusia myersi C. G. E. Ah, 1925.
- Gambusia nicaraguensis Günther, 1866.
- Gambusia nobilis (S. F. Baird & Girard, 1853).
- Gambusia panuco C. L. Hubbs, 1926.
- Gambusia pseudopunctata Rivas, 1969.
- Gambusia punctata Poey, 1854.
- Gambusia puncticulata Poey, 1854.
- Gambusia quadruncus Langerhans, Gifford, Domínguez-Domínguez, García-Bedoya & T. J. DeWitt, 2012.[4]
- Gambusia regani C. L. Hubbs, 1926.
- Gambusia rhizophorae Rivas, 1969.
- Gambusia senilis Girard, 1859.
- Gambusia sexradiata C. L. Hubbs, 1936.
- Gambusia speciosa Girard, 1859.
- Gambusia vittata C. L. Hubbs, 1926.
- Gambusia wrayi Regan, 1913.
- Gambusia xanthosoma D. W. Greenfield, 1983.
- Gambusia yucatana Regan, 1914.
- Gambusia zarskei M. K. Meyer, Schories & Schartl, 2010.